# Cupid's Target
Cupid's Target é um curta-metragem mudo norte-americano de 1915, do gênero comédia, com o ator cômico Oliver Hardy.

## Elenco
- Oliver Hardy - Bob (como Babe Hardy)
- Frances Ne Moyer - Lucy
- Jerold T. Hevener - Marty
- Harry Lorraine - Waters
- C. W. Ritchie